# 罗伯特二世 (苏格兰)
罗伯特二世（英語：Robert II of Scotland，（1316年3月2日—1390年4月19日））是苏格兰王国斯图亚特王朝第一代君主。

## 生平
罗伯特是第六代蘇格蘭王室總務官華特·斯圖亞特和苏格兰国王罗伯特一世长女瑪喬里·布魯斯所生的独子，继承了總務官的头衔。瑪乔里公主怀孕后期墜落马下，不治身亡，但是她腹中的罗伯特却存活了下来。
早在1318年罗伯特还是婴儿时，苏格兰议会通过议案，宣布如果罗伯特·布鲁斯無嫡子以继承王位的话，苏格兰王位应该传给他的外孙罗伯特。但是在1324年，罗伯特·布鲁斯的儿子大卫诞生，并在1329年布鲁斯去世后继位苏格兰国王，即大卫二世。
1332年，苏格兰第二次独立战争开始，年幼的大卫二世远避法国。罗伯特·斯图亚特与第三代莫瑞伯爵约翰·蓝道夫（John Randolph）一起摄政国事，与英格兰军队及他们扶持的苏格兰国王爱德华·巴里奥作战。
1341年，大卫二世返回苏格兰领导战争。但是，1346年，苏格兰军队在英格兰北部内维尔十字大败，大卫二世被俘监禁，莫瑞伯爵战死。罗伯特在战斗开始前因故撤离，躲过一劫，回到苏格兰后，成为唯一的摄政大臣。
1357年，英格兰王国和苏格兰王国议和，大卫二世被释放。罗伯特因为在内维尔十字之战涉嫌临阵脱逃，受到怀疑。当时仍然无嗣的大卫二世示意宁可将王位传给英格兰国王也不会留给自己的外甥罗伯特。
1363年，罗伯特曾试图起兵造反，但是很快投降，之后与他的四个儿子一起被监禁。直到1371年，大卫二世病重却仍然无嗣，罗伯特才被释放。
1371年2月大卫二世去世。3月，罗伯特在斯昆修道院加冕，继其外公而称罗伯特二世。
继位后的罗伯特二世因为年事已高，虽在位近20年，却没有什么突出成绩，其统治期间与英格兰的几次战斗也没有参加。

## 子女
1390年，罗伯特二世去世，长子约翰继位，但为了避免认可苏格兰历史上的约翰·巴里奥王权，王号不称约翰而称罗伯特三世。
罗伯特二世的两任妻子先后为他生下了十个及五个子女，他另有八个私生儿，共计23人。斯图亚特王朝的人数的壮大在此时似已初露端倪。